# Atlas Shrugged: Part I
Atlas Shrugged: Part I è un film del 2011 diretto da Paul Johansson.
È un adattamento di parte del controverso romanzo La rivolta di Atlante di Ayn Rand (1957).
Il film, di produzione statunitense, è il primo di una trilogia che comprende anche Atlas Shrugged II: The Strike (2012) diretto da John Putch e Atlas Shrugged: Part III (2014) diretto da J. James Manera.